# Lygeae
Lygeae é uma tribo da subfamília Stipoideae.

## Gêneros
- Lygeum